# Чисмена (посёлок)
Чи́смена — посёлок в Волоколамском районе Московской области России.
Административный центр сельского поселения Чисменское, до муниципальной реформы 2006 года — центр Чисменского сельского округа. Население — 464 чел. (2010).

## Население
| 1926 | 2002 | 2006 | 2010 |
| ---- | ---- | ---- | ---- |
| 134  | ↗431 | ↗458 | ↗464 |

## География
Расположен в 12 км к востоку от города Волоколамска, в 75 км к северо-западу от города Москвы, на Волоколамском шоссе и автодороге, соединяющей его с Р107 Клин — Лотошино.
В посёлке несколько улиц — Волоколамское шоссе, улицы 8 Марта, 1-я, 2-я и 3-я Железнодорожная, Комсомольская, Лазурная, Лесная, Новая, Первомайская, Спортивная, Станционная, Центральная и Школьная, переулки Мартовский и Первомайский, участок Подстанция, зарегистрировано два садовых товарищества.
Связан автобусным сообщением с районным центром и рабочим посёлком Сычёво. На территории посёлка находится станция Чисмена Рижского направления Московской железной дороги.
Почтовое отделение Чисмена (143650) находится по улице Первомайской, дом 10а.

## Исторические сведения
По данным 1913 года, посёлок при станции Чисмена — населённая местность Аннинской волости 2-го стана Волоколамского уезда Московской губернии в 17 верстах от уездного города, здесь располагались квартира полицейского урядника, пивная, лавка, 2 чайных лавки, бараночная и 2 овощных лавки.
По материалам Всесоюзной переписи населения 1926 года — посёлок Покровского сельсовета Аннинской волости, проживало 134 жителя (74 мужчины, 60 женщин), насчитывалось 25 хозяйств, среди которых 10 крестьянских, имелись агропункт, ветпункт и почтово-телеграфное агентство.
С 1929 года — населённый пункт в составе Волоколамского района Московской области.
В 1929—1994 годах Чисмена — центр Чисменского сельсовета, в 1994—2006 — центр Чисменского сельского округа.

## Достопримечательности
В посёлке находится братская могила советских воинов, погибших в Битве за Москву во время Великой Отечественной войны (134 человека).

## Уроженцы
- Алексеев Павел Иванович (1919 г.р., п. Чисмена) — кавалер Ордена Красной Звезды и Славы III степени.[13]
- Друщиц Анатолий Яковлевич (1919 г.р., п. Чисмена) — дважды кавалер Ордена Красной Звезды.[14]
- Калинин Сергей Петрович (1906 г.р., п. Чисмена) — награжден медалью «За боевые заслуги».[15]
- Касаткин Василий Фёдорович (1925 г.р., п. Чисмена) — награжден медалью «За отвагу».[16]
- Касаткин Иван Федорович (1918 г.р., п. Чисмена) — кавалер Ордена Красной Звезды и Отечественной войны I степени.[17]
- Кореньков Владимир Васильевич (1914 г.р., п. Чисмена) — кавалер Ордена Красного Знамени и Отечественной войны I степени.[18]
- Кузнецов Александр Иванович (1919 г.р., п. Чисмена) — награжден медалями «За боевые заслуги» и «За победу над Германией в Великой Отечественной войне 1941–1945 гг.».[19]
- Кузнецов Евгений Васильевич (1924 г.р., п. Чисмена) — кавалер Ордена Красного Знамени.[20]
- Лавров Василий Филиппович (1916 г.р., п. Чисмена) — кавалер Ордена Красной Звезды.[21]
- Липатов Аркадий Алексеевич (1924 г.р., п. Чисмена) — кавалер Ордена Красного Знамени.[22]